# Милетићи
Милетићи је насељено место у Босни и Херцеговини у општини Травник. Административно припада Федерацији Босне и Херцеговине, односно њеном Средњобосанском кантону. Према попису становништва из 2013. у насељу је било 118 становника, а већинску популацију чинили су Хрвати.

## Становништво
По последњем службеном попису становништва из 2013. године у овом насељу живело је 118 становника, а село је било етнички хетерогено са већинском хрватском популацијом.
| Националност | 2013. | 1991.       | 1981.       | 1971.       |
| Бошњаци      | —     | 25 (30,12%) | 28 (22,40%) | 0           |
| Хрвати       | —     | 55 (66,27%) | 97 (77,60%) | 99 (99,00%) |
| Југословени  | —     | 3 (3,61%)   | 0           | 0           |
| остали       | —     | 0           | 0           | 1 (1,00%)   |
| Укупно       | 118   | 83          | 125         | 100         |